# Uvarus gereckei
Uvarus gereckei är en skalbaggsart som beskrevs av Pederzani och Rocchi 2009. Uvarus gereckei ingår i släktet Uvarus och familjen dykare. Inga underarter finns listade i Catalogue of Life.